# Valdeobispo
Valdeobispo es un municipio español, en la provincia de Cáceres, comunidad autónoma de Extremadura. Pertenece al partido judicial de Plasencia y a la mancomunidad del Alagón y se sitúa en una ladera entre montañas. Tiene un área de 42,1 km², con una población de 656 habitantes en 2019.

## Símbolos
El escudo y la bandera de Valdeobispo fueron aprobados mediante la "Orden de 1 de diciembre de 1992, de la Consejería de Presidencia y Trabajo, por la que se aprueba el Escudo Heráldico y Bandera Municipal, para el Ayuntamiento de Valdeobispo (Cáceres)", aprobada por el consejero de Presidencia y Trabajo Manuel Amigo y publicada en el Diario Oficial de Extremadura el 2 de enero de 1993, luego de haber aprobado el expediente el pleno municipal el 29 de julio de 1992 y haber emitido informe favorable el Consejo Asesor de Honores y Distinciones de la Junta de Extremadura el 24 de noviembre de 1992.
El escudo se blasona oficialmente así:

Escudo de gules, báculo de plata, resaltado de capelo de obispo, de plata. En punta, dos montañas, de plata. Al timbre corona real cerrada.

Por su parte, la bandera se describe así:

Bandera rectangular, de proporciones 2/3, formada por cinco franjas verticales iguales, azules las exteriores, blancas las intermedias y roja la central.

## Geografía física

### Localización

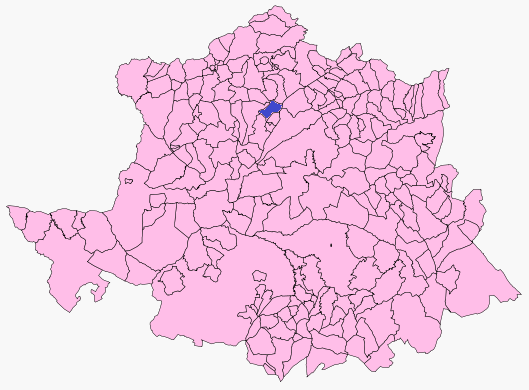
Localización del término municipal de Valdeobispo en la provincia de Cáceres.

El término municipal de Valdeobispo limita con:
- Aceituna al noroeste.
- Santibáñez el Bajo y Ahigal al norte.
- Oliva de Plasencia y Plasencia al este.
- Carcaboso al sureste.
- Galisteo al sur.
- Montehermoso al oeste.

### Hidrografía
Entre las corrientes de aguas destaca el río Alagón, que da lugar al embalse de Valdeobispo que abastece a los regadíos cercanos.

## Naturaleza

### Fauna
Para los buenos aficionados a la ornitología, Valdeobispo ofrece un lugar inmejorable para avistar aves. Son de destacar especies muy singulares, como el Bengalí Rojo (Amandava amandava), muy escaso en la península ibérica por ser una especie foránea de origen asiático y aquí en Valdeobispo podemos verlos sin mucha dificultad en las zonas de regadío. La esquiva Cigüeña Negra (Ciconia nigra) y el más pequeño de los buitres, el Alimoche Común (Neophron percnopterus), que tiene a bien criar en los cantiles del río Alagón. Cuenta este pueblo con una laberíntica red de callejas, callejuelas y vías pecuarias, donde el paseo por ellas se convierte en un verdadero placer, aquí y allá veremos como saltan de rama en rama una gran variedad de pequeños pajarillos, el Pinzón Vulgar (Fringilla coelebs), el Verdecillo (Serinus serinus) que con sus melodiosos e inconfundibles trinos, harán que el buen aficionado disfrute de un inolvidable paseo por el campo. Veremos a grandes y ruidosos grupos de Rabilargos (Cyanopica cyana) volar de encina en encina. Aparecer y desaparecer entre las hojas de las zarzamoras al diminuto Reyezuelo Listado (Regulus regulus). El vuelo rápido y fugaz sobre las aguas del río Alagón del Martín Pescador (Alcedo atthis); el parsiminioso de la bella Espátula Común (Platalea leucorodia). La cigüeñela Común (Himantopus himantopus) andar con sus interminables patas por las orillas de las solitarias lagunas. El pájaro más sinvergüenza y caradura del mundo: el Cuco Común (Cuculus canorus). El Búho Real (Bubo bubo), el Autillo Europeo (Otus scops), Culebrera Europea, Milano Real y Negro,... y así hasta una interminable lista que nadie, interesado, puede dejar de ver.

### Vegetación
Este municipio cuenta con dehesas, siendo la más destacada la dehesa que pertenece al pueblo, que se encuentra situada dentro de la localidad y cerca de las instalaciones deportivas. Representa un típico ejemplo de ecosistema de bosque mediterráneo con predominio de alcornocal, encina, roble y algún olivo. Desde hace siglos mantiene un aprovechamiento sostenible.

## Historia

### Prehistoria
Las características geográficas de la zona sobre la que se encuentra la localidad, han permitido el asentamiento de varias culturas que abarcan desde el Paleolítico Inferior. Los primeros seres que poseyeron industria lítica, los primeros habitantes establecidos en Valdeobispo fueron los Australopitecus, con una serie de instrumentales realizados con guijarros tallados. Los Pitecantrópidos que reciben el nombre de Cultura de los Guijarros. Tanto estos como el Homo Erectus, cuyos restos se vienen localizando tanto en distintos lugares de España Atapuerca-Burgos, como en Cáceres, son los autores de las industrias líticas del Paleolítico Inferior (alrededor de 500 000 a 90 000) que según las técnicas empleadas por esos grupos se divide en dos grandes grupos; el de los bifaces (periodos Abbevilliense y Achelense) y el de las lascas (periodos de Clactoniense y Tayaciense). Pasando después de estos periodos culturales al hombre de Neandertal que se calificó como un Homo sapiens que se extendió por toda Europa, Asia y África, representando la raza característica del Paleolítico Medio o Musteriense (años 90 000 a 35 000).
Valdeobispo estuvo habitado en mayor o menor cantidad de miembros o por pequeños grupos interrelacionados entre sí por la proximidad de ambos yacimientos descubiertos. Eran seminómadas habitaban al aire libre construyendo chozas o en cuevas, según el clima donde se establecieron, practicaban una economía totalmente depredadora, la caza, la recolección de productos vegetales y la pesca. De ahí que el lugar donde se establecieron estas gentes, donde esas materias primas dependería de la disponibilidad de recursos, dentro de unas determinadas zonas creemos no muy amplias y por supuesto lo menos alejadas de los refugios. Valdeobispo en aquel periodo debió de suministrar todos los elementos necesarios para la subsistencia de estos grupos de seres. Diversos testimonios líticos se han documentado en las proximidades del lugar denominado Aceña del Barquillo, donde se han hallado varios útiles líticos elaborados con cantos procedentes del río Alagón; junto a éste aunque algo más al oeste, también fueron recuperadas hachas de piedra correspondientes al mismo horizonte cultural. El territorio sobre el que se asienta Valdeobispo fue utilizado como un camino natural, ya desde el Neolítico, por las gentes que en aquellas épocas practicaban la trashumancia, método habitual hasta hace muy pocos años del siglo XX.

### Imperio romano
Bajo el Imperio romano se construyó una calzada aprovechando un camino natural, por el término de Valdeobispo, se conserva perfectamente el de rodadura con sus bordillos. Hasta cinco villa romana o complejos agrícolas se han documentado en el actual término de Valdeobispo. Vega de La Barca, La Buhona, Los Tejares, etc. En la confluencia de los términos de Plasencia, Valdeobispo y Carcaboso, se levantó un gran núcleo de viviendas junto a la Vía de la Plata (en el lugar exacto donde en el 2006 fue localizado el miliario 101), vía que conectaba Mérida con Asturica (Astorga). Dicho lugar sirvió como tabernae (lugar de descanso y para el relevo de caballerías de tiro, ya que a partir de este punto la calzada asciende un desnivel conocido popularmente como el repechón de las mulas).

### Época visigoda
La sepultura hallada y estudiada recientemente se localiza en un paraje rocoso con diversidad de batolitos por el derredor, la vegetación característica las escoberas y el encinar y el alcornoque. La sepultura labrada en el alto de una roca sus características son similares a otras existentes en nuestra región, investigadas y estudiadas por autores como Vicente Paredes, Sanguino, Michel, Tomás Martín Gil, Marceliano Sayans, etc.
Existiendo en todos ellos una gran disparidad de opiniones, unos comentan que pueden fecharse a partir de los siglos VIII, otros llegan a establecer como fecha tope los siglos XII y XIII. Debemos aclarar que este tipo de tumbas no solo fueron de épocas remotas sino que en la reconquista en Extremadura también fueron realizadas. No se conocen bien las razones de estos tipos de enterramientos, si se conoce que evolucionaron a través del tiempo, quedando sobradamente constatado en las épocas citadas. Las tumbas de época tardorromana, tenían más bien forma de bañeras similares a las predecesoras del Bronce, pero con el tiempo fueron evolucionando y ya en los siglos VIII, IX y X, las tumbas ofrecen un redondeamiento en la parte superior que era para que la cabeza del extinto no se moviera, su forma era trapezoidal o cuadrangular. En los siglos XI-XII se incluyen lajas.
No conocíamos hasta este momento ningún otro testimonio de este tipo de enterramientos o similares en el entorno de Valdeobispo, ni tan siquiera en las localidades próximas. Por lo que este hallazgo viene a representar un hallazgo de cierto valor histórico y que en futuros estudios nos pueda ilustrar mejor que gentes vivieron y acabaron sus días en estos territorios.
Estas sepulturas tienen en común el haber sido excavadas en rocas de granito a flor de tierra y estar orientadas con la parte de los pies hacia el Este o naciente, y la cabeza a poniente. Lo mismo que en la mayoría de este tipo de hallazgos, no conserva tapa alguna, lo que lleva a pensar que el cubrimiento se realizaba con lajas de menor tamaño, aunque en algunas de las localizadas en Extremadura existen unos rebajes que debieron de corresponder al encaje de estas tapaderas.
La sepultura del “Hocino” se encuentra en una zona bastante rocosa, (canchos graníticos) y en uno de los puntos más altos de ese paraje, la altura máxima es de 359-361 m s. n. m.,  se encuentra en la dehesa “Del Hocino”, a pocos metros del arroyo de “Los Charquillos”. La roca está partida por la mitad como consecuencia del fallo del terreno donde se asentaba. Las coordenadas son X 736.599.12 m, e Y 4.444.118.43 m, UTM. Las características morfológicas son las siguientes: hueco excavado dándole la forma del cuerpo humano, en la cabecera el espacio es de 35 x 20 cm, y la profundidad de 32 cm .
Las dimensiones totales son 1,8 m x 0,56 cm de ancho en los hombros y 0,39 cm, en los pies, la profundidad entre los 0,4 de la cabecera y los 0, 39 de los pies. En la confluencia entre el alojamiento de la cabeza y el comienzo de los hombros a ambos lados las esquinas están redondeadas con una medida de 8 cm . En la cabecera a en la superficie de la roca y a pocos cm, del hueco de la cabeza hay un agujero de 0,075 cm y 4,5 cm de profundidad, ignorándose su utilidad quizás este agujero y su espacio anexo, sirviera como lugar de ofrendas, para algún cirio o crematorio de perfumes.
Por la longitud de esta tumba 1,8 se deduce que se tratase de un hombre,  esperamos que en un futuro próximo se estudiase las tierras alrededor, de esta sepultura, una primera vista nos ha confirmado que en el lugar hubo alguna vivienda o varias, por los restos de tejas que aunque es difícil determinar en que época fueron fabricadas, aunque por su forma y composición nos aventuramos a pensar se trate de tejas medievales, siglo XI o XII.
De tumbas como esta del “Hocino” en otro tipo de contexto arqueológico como análisis de las tierras etc, también se han obtenido información sobre que tipo de alimentación tuvieron, sus enfermedades, un amplio abanico de datos sobre sus costumbres y formas de vida. El entorno que rodea a este lugar hasta el río, es sin duda una fuente de información histórica que nos promete datos hasta hoy ignorados. Esperamos que en un futuro nuevos estudios y en mayor profundidad se puedan efectuar sobre el entorno del “Hocino”.

### Aldea del Señorío de Galisteo
Aunque no se puede determinar la fecha exacta de la fundación de la localidad, se sabe que se fundó entre el siglo XI y el siglo XIII como parte de la repoblación leonesa durante la Reconquista. La localidad pasaría a pertenecer al Señorío de Galisteo. La localidad cobró importancia tras la fundación de la Mesta en 1273, al situarse junto a la Cañada Real Soriana Occidental. Valdeobispo perteneció a Galisteo hasta el siglo XIX, cuando se constituyó el actual municipio.

### Edad Contemporánea
A la caída del Antiguo Régimen la localidad se constituye en municipio constitucional en la región de Extremadura, conocido entonces como Val de Obispo. Desde 1834 quedó integrado en el partido judicial de Plasencia. En el censo de 1842 contaba con 220 hogares y 1205 vecinos.A finales del siglo XIX se dio la Guerra Hispano-estadounidense por lo que personas de este municipio lucharon en dicha guerra colonial en 1898 . También en 1936 durante La guerra civil española algunos lucharon en diferentes frentes en ambos bandos.
En Valdeobispo, la desamortización de Pascual Madoz terminó de forma violenta, asesinándose en 1869 al secretario del ayuntamiento Diego Julián de Paredes, que había comprado la finca de Valverde de Abajo.

## Demografía
Valdeobispo cuenta con una población de 610 habitantes (INE 2024).
| Gráfica de evolución demográfica de Valdeobispo entre 1842 y 2021                                                                                                   |
| |
| Población de derecho según los censos de población del INE Población de hecho según los censos de población del INEEn este censo se denominaba Val de Obispo: 1842. |

## Ayuntamiento
| Partidos políticos en el Ayuntamiento de Valdeobispo (2015-2019) |            |
| Partido político                                                 | Concejales |
| Partido Socialista Obrero Español (PSOE)                         | 4          |
| Ciudadanos-Partido de la Ciudadanía (C's)                        | 3          |

## Transportes
La principal carretera del municipio es la EX-370, que pasa por el sur del término municipal uniendo Pozuelo de Zarzón y Montehermoso al oeste con Carcaboso y Plasencia al este. Dicha carretera pasa tres kilómetros al sur de la localidad. Por la localidad pasan las siguientes carreteras:
| Carretera                             | Lugar de entrada al pueblo | Lugares a los que va |
| ------------------------------------- | -------------------------- | --- |
| CC-84 Carretera de Carcaboso          | Sureste de la localidad    | Lleva a Carcaboso. |
| CC-84 Carretera de Santibáñez el Bajo | Norte de la localidad      | Lleva a la carretera CC-12.2, desde la que se puede ir a Oliva de Plasencia. Tiene una salida secundaria a Santibáñez el Bajo, la carretera del embalse. |
| Carretera de Montehermoso             | Suroeste de la localidad   | Lleva a la EX-370, siendo el camino más corto para ir a Montehermoso.                                                                                    |
| Carretera del embalse                 | CC-84                      | Lleva a Santibáñez el Bajo. |

## Servicios públicos
Valdeobispo cuenta con una agencia de empleo y desarrollo local, una agencia de lectura, una asistente social, un centro de educación infantil municipal, un consultorio médico, un dinamizador deportivo y una oficina de atención al consumidor.

## Patrimonio

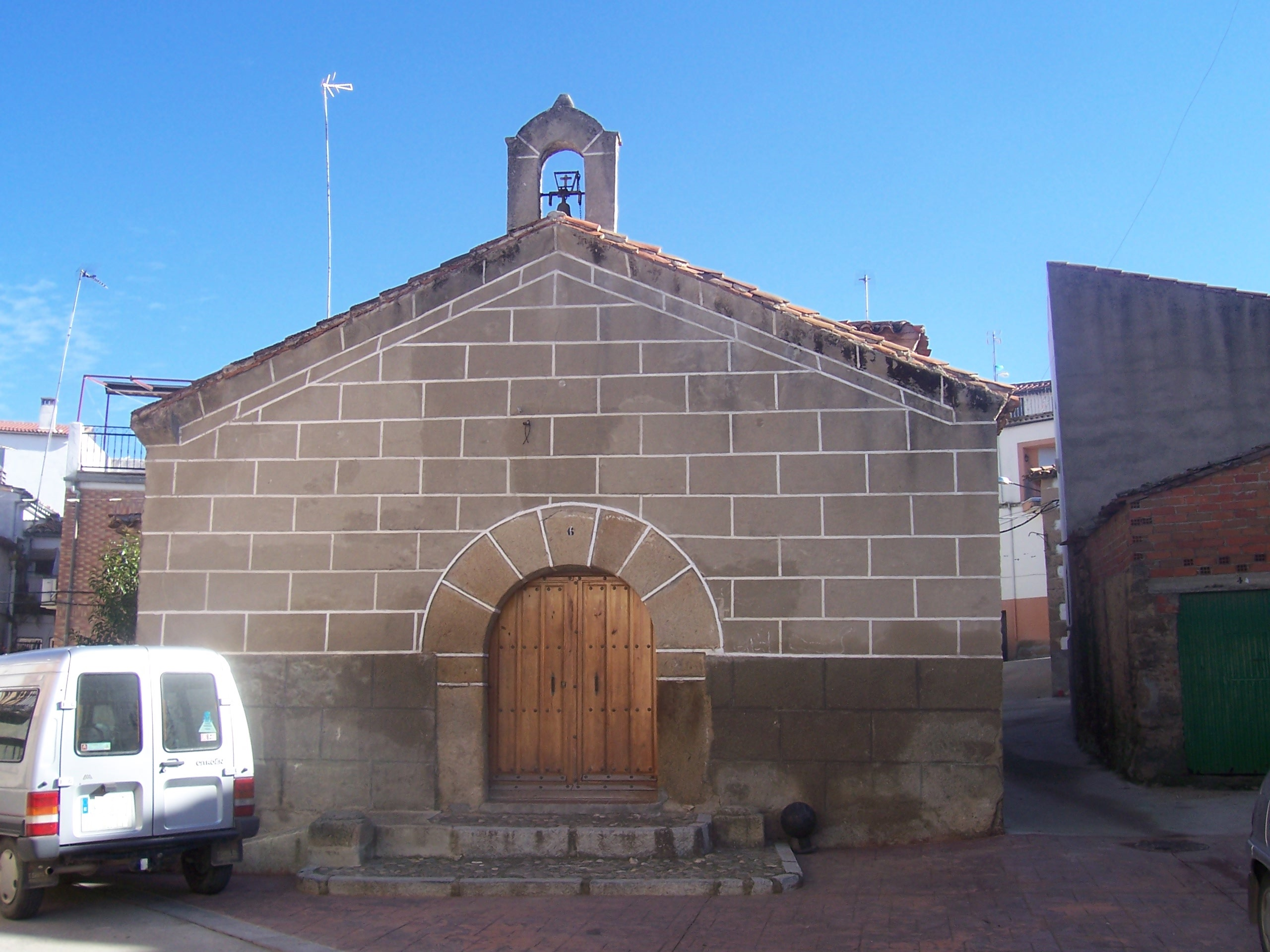
Ermita del Cristo del Amparo.

Valdeobispo tiene los siguientes monumentos:
- Iglesia Vieja de San Pedro Apóstol, construida en el siglo XVII, fue cerrada al culto en 1975 por encontrarse en estado ruinoso y su función fue sustituida por una iglesia nueva sin interés artístico. Desde 2001 se está destruyendo de forma controlada para evitar derrumbes.
- Iglesia Nueva, también dedicada a San Pedro Apóstol, se comenzó a construir cuando la vieja se cerró al culto. Tiene un campanario separado de la iglesia, salones parroquiales y casa parroquial, además de un jardín propio.
- Ermita de Nuestra Señora de Valverde, de 1615 y situada en una finca a varios kilómetros del pueblo. Albergaba la imagen de la Virgen de Valverde, una imagen de la virgen entronizada con niño de la segunda mitad del siglo XIII. La imagen fue trasladada a la iglesia y en la ermita hay ahora una copia.
- Ermita del Cristo del Amparo, del siglo XVI. Se sitúa en el casco urbano y ha sido restaurada recientemente.
- Ermita del Cristo del Humilladero , situada junto a la Cañada Real Soriana Occidental, es una ermita barroca hecha de mampostería con sillares de refuerzo y nave rectangular, techada con madera. Está normalmente cerrada al público y solo se abre en algunas ocasiones, como en el Viernes Santo.

## Cultura

### Fiestas locales
En Valdeobispo se celebran estas fiestas:
- La Vaca Pendona (Miércoles de Ceniza)
- Romería de Nuestra Señora de Valverde (domingo después de pascua)
- La Maya (3 de mayo)
- San Roque el Chico (16 de agosto)
- San Roque el Grande (15 de septiembre)

### Gastronomía
Entre los platos típicos de Valdeobispo destacan las sopas de tomate, la sopa de habas, las sopas de patata, el ajo de patatas, el gazpacho de verano y el frite de matanza. Además, hay gastronomía concreta de un momento determinado: buñuelos, huesillos y rosquinas en los carnavales; papones con leche en la Semana Santa; roscas en la romería; perrunillas en la feria; rosas en las bodas; magdalenas, cortados y galletas en San Roque; y bollas de chicharrón en la matanza.